# Kuto (Île des Pins)

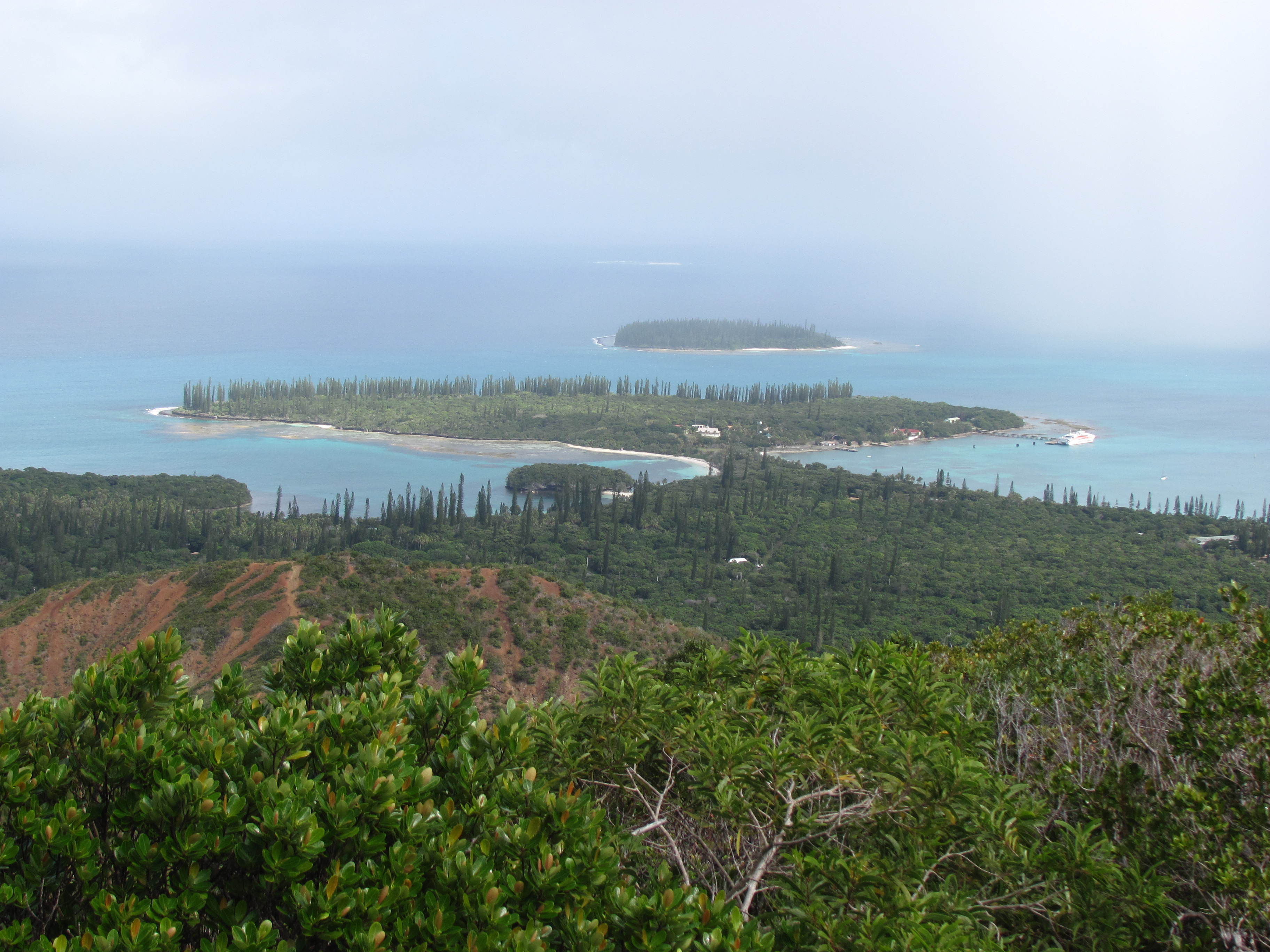
Blick auf Kuto vom Berg Pic N'Ga

Kuto ist Haupthafen und zweitgrößter Ort der Insel Île des Pins, die zusammen mit dem benachbarten Neukaledonien und mehreren weiteren Inseln ein französisches Überseeterritorium im Pazifik bildet.

## Lage und Verbindungen

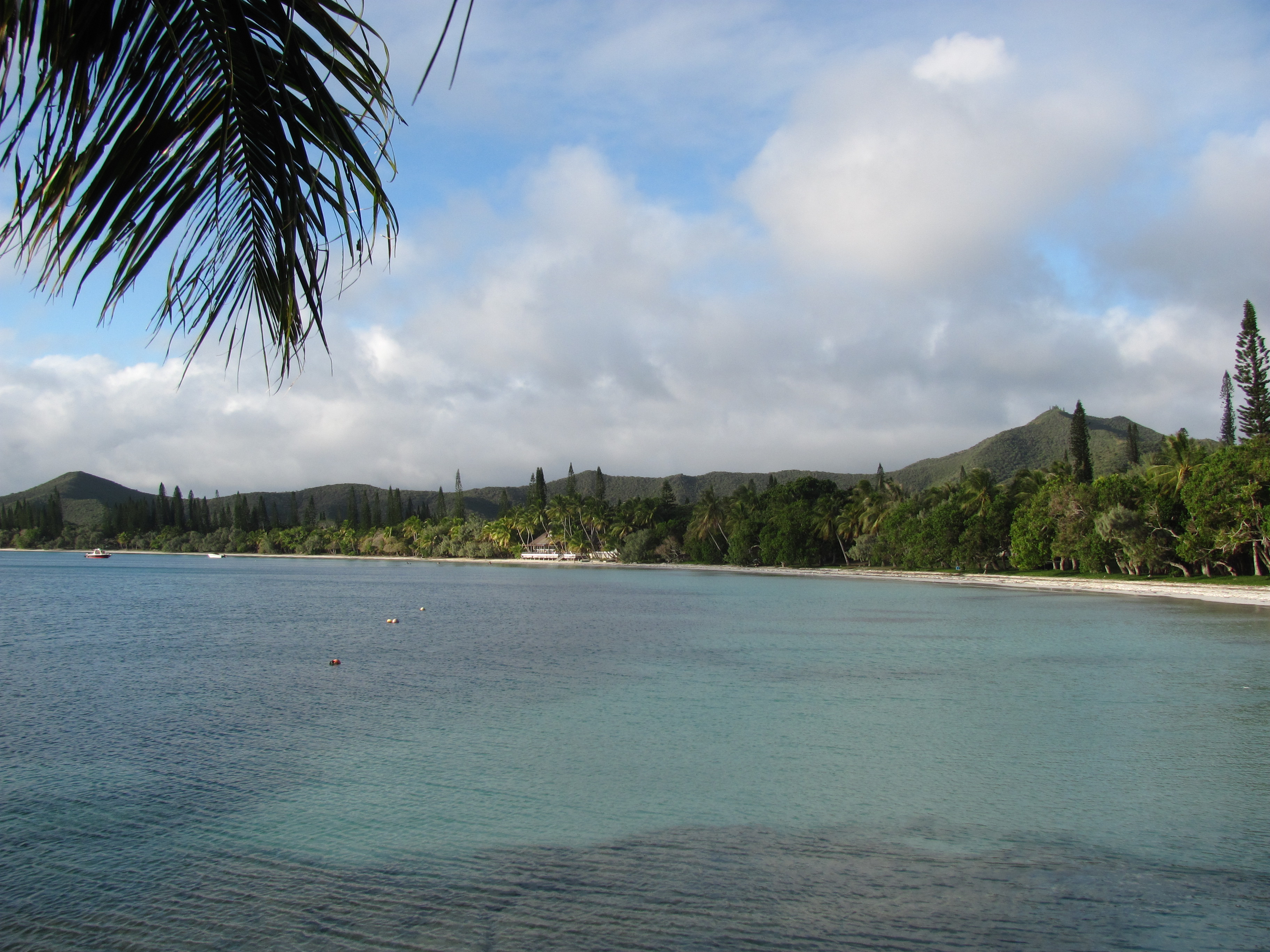
Bucht Baie de Kuto mit dem Berg Pic N'Ga

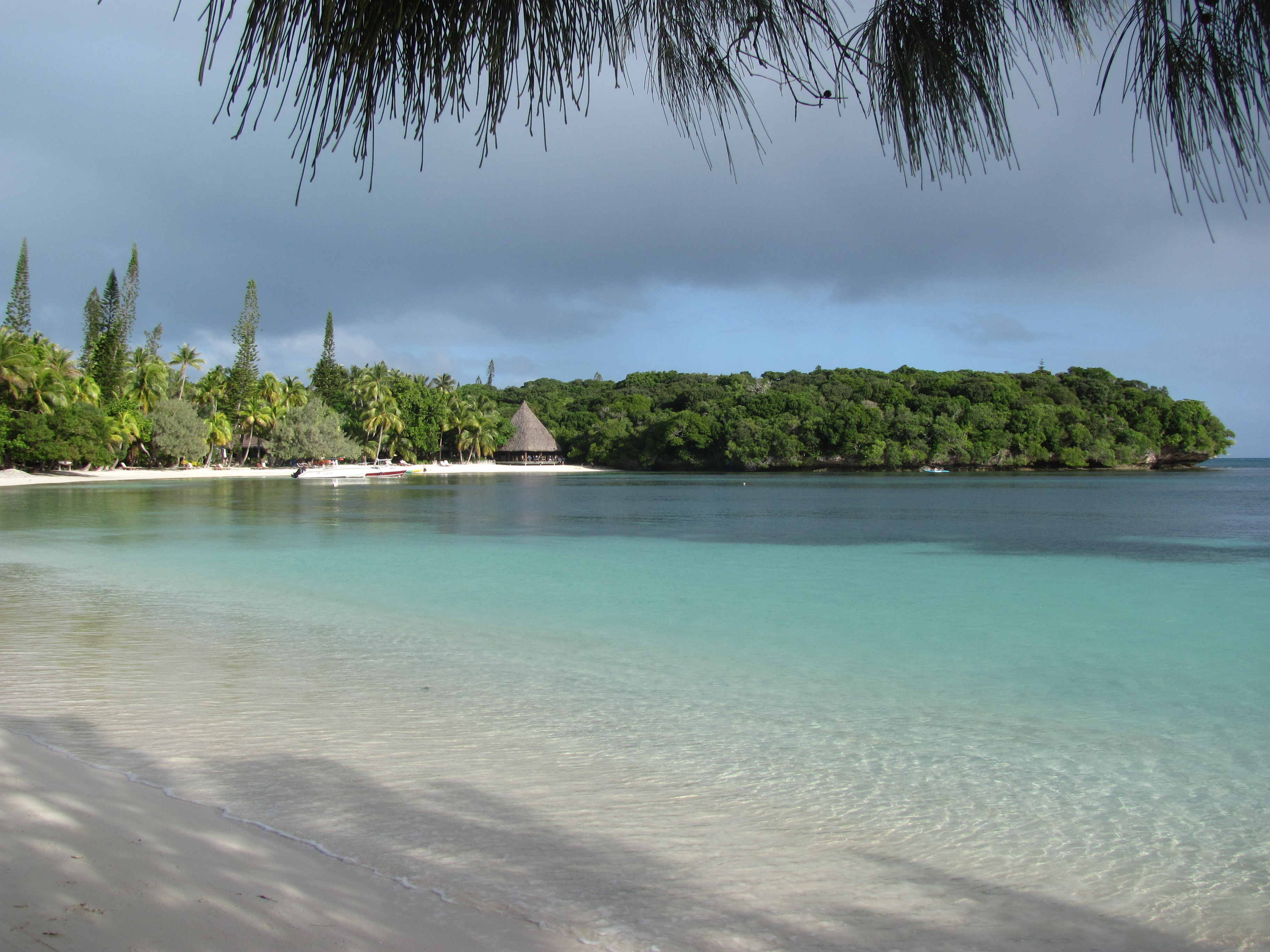
Bucht Anse de Kanumera

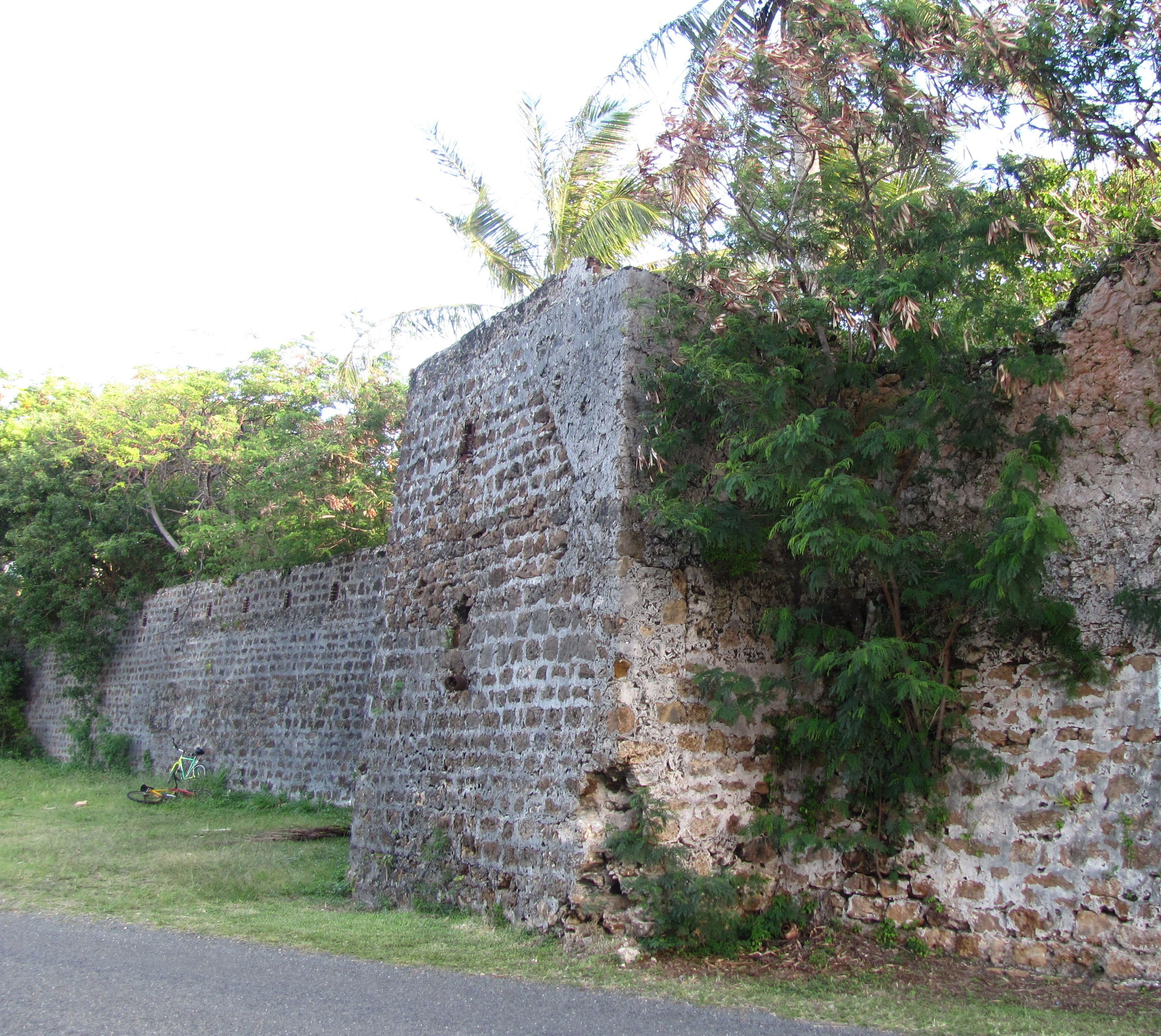
Festungsmauer

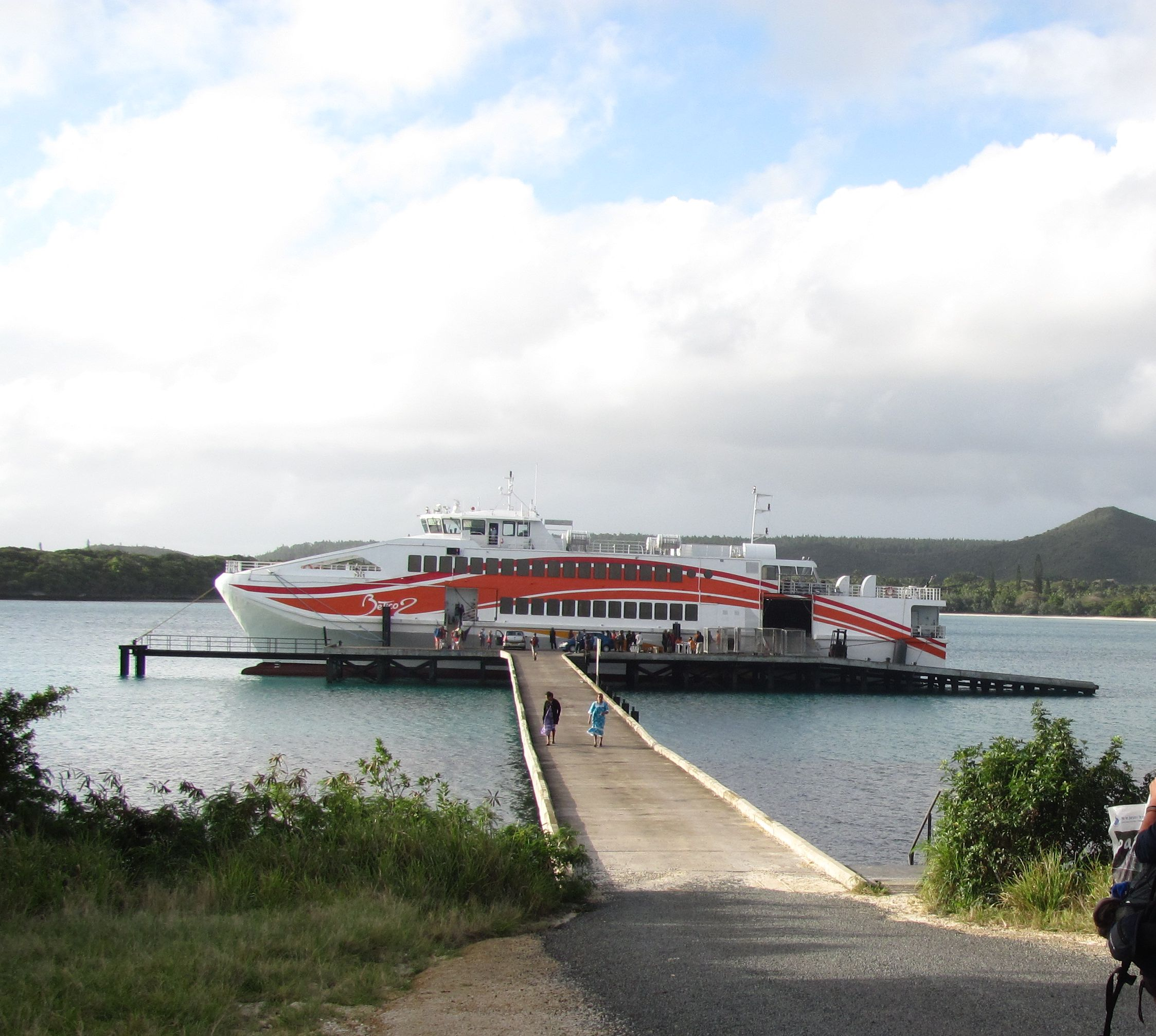
Fähranleger

Kuto liegt im Südwesten der Île des Pins an zwei Buchten, der Anse de Kanumera im Osten und der Baie de Kuto im Westen. Zwischen den beiden Buchten befindet sich eine fast dreieckige Halbinsel, die von den Einheimischen Vouto genannt wird und nur durch eine schmale Landenge mit dem Rest der Insel verbunden ist. Bereits im 19. Jahrhundert war bekannt, dass man sie leicht verteidigen konnte. Daher wurden auf ihr das Haus des Gouverneurs sowie eine Festung mit der Verwaltung der Strafgefangenenlager der Insel erbaut.
Der Ort liegt 6 km westlich von Vao, dem Hauptort der Insel, mit dem es über eine gute, bei jedem Wetter befahrbare Straße verbunden ist. Von Kuto aus ist Nouméa, die Hauptstadt Neukaledoniens, dreimal wöchentlich mit einer Fähre zu erreichen. Der Fähranleger befindet sich im Westen des Ortes. Nicht selten ankern vor Kuto Kreuzfahrtschiffe aus Australien. Der Flughafen der Île des Pins liegt etwa 12 km nordöstlich von Kuto und wird jeden Tag dreimal von Nouméa aus angeflogen.

## Einrichtungen und Infrastruktur
Kuto verfügt über die einzige Tankstelle der Insel und über Einkaufsmöglichkeiten. Im Ort befinden sich mehrere Hotels, Restaurants und Gästehäuser der gehobenen Preiskategorie.

## Sehenswürdigkeiten
Zwei japanische Zeitschriften bezeichneten 2005 die Bucht Baie de Kuto als die schönste Bucht der Erde. Sie erstreckt sich im Westen des Dorfes, gesäumt von Kokospalmen und rot blühenden Tulpenbäumen, und wird von dem 262 m hohen Pic N’Ga, dem höchsten Berg der Insel, überragt. Die Anse de Kanumera wurde 2005 als achtschönste Bucht der Erde genannt. An beiden Buchten kann man jedwede Art von Wassersport betreiben. Die Strände an beiden Buchten wurden verschiedentlich als die schönsten Strände ganz Neukaledoniens bezeichnet.
Sehenswert ist außerdem die ehemalige Festung, die ab 1871 als Verwaltungssitz der Straflager der Insel sowie als Militärstützpunkt auf der Halbinsel Vouto angelegt wurde.  Ihre massiven Mauern mit Schießscharten sind gut erhalten. Die Gebäude im Innern werden heute von der Polizeistation (Gendarmerie) der Insel genutzt. Besonders auffällig ist das ehemalige Ärztehaus der Strafkolonie. Das frühere Haus des Gouverneurs der Insel mit seinem markanten, weithin sichtbaren roten Dach erhebt sich fast unmittelbar am Meer. Um die Festung herum führt ein Wanderweg, von dem aus sich ein eindrucksvoller Blick auf die vorgelagerten kleinen Inseln Brosse und Bayonnaise bietet.
Von Kuto führt ein Wanderweg auf den 262 m hohen Pic N'Ga, den höchsten Berg der Île des Pins. Auf seinem Gipfel, von dem sich ein beeindruckender Blick auf fast die gesamte Insel bietet, wurden ein weithin sichtbares Kreuz aufgestellt und ein kleiner Hain aus den für Neukaledonien und die Île des Pins typischen Araukarien angelegt.